# Hardcore (2015)
Hardcore (Originaltitel: Hardcore Henry) ist ein russisch-US-amerikanischer Science-Fiction-Actionfilm des Regisseurs Ilja Naischuller aus dem Jahre 2015. Der Film wurde vollständig in der subjektiven Einstellung des Hauptdarstellers gefilmt.

## Handlung
Der kürzlich verstorbene Henry erwacht eines Tages in einem Luftschiff über Russlands Hauptstadt Moskau als Cyborg. Der gesamte Film wird von nun an aus seiner Perspektive gezeigt.
Henry ist unfähig zu sprechen und sein linker Arm ist, ebenso wie sein linkes Bein, amputiert worden. Eine Frau namens Estelle passt ihm übermenschlich starke, robotische Prothesen an und übergibt ihm, mit den Worten, sie sei seine Frau, einen Ring, um ihn in den benachbarten Raum zu führen. In diesem versuchen zwei Wissenschaftler, Henry die Fähigkeit zu sprechen wiederzugeben. Während des Anpassungsprozesses wird jedoch ein Alarm ausgelöst und schwer bewaffnete Männer stürmen den Raum. Nach seinen Söldnern betritt der weißhaarige Telekinet Akan den Raum und demonstriert seine Kräfte, indem er einen Wissenschaftler in die Luft schleudert und dann brutal ermordet.
Estelle kann diesen Augenblick jedoch nutzen, um einen quälenden Alarmton zu aktivieren, der die Angreifer derart irritiert, dass sie und Henry durch ein Netz aus Lüftungsschächten fliehen können. Im Zuge dessen stellt sich heraus, dass die Forschungsanstalt sich auf einem über Moskau schwebenden Luftschiff befindet. Estelle und Henry zwängen sich gemeinsam in eine Rettungskapsel, die wegen der übermäßigen Beladung jedoch unsanft auf einer Schnellstraße aufschlägt. Nur wenig später treffen dunkle Transportfahrzeuge ein, aus denen Akans Söldner springen, Estelle entführen und Henry von der Schnellstraße stoßen. Dort nimmt Jimmy Henry in seinem Auto mit und eröffnet ihm, dass seine robotischen Teile aufgrund von Energiemangel bald versagen werden, was seinen Tod zur Folge haben würde. Er müsse sich daher eine „neue Energiequelle“ beschaffen. Während der Fahrt wird Jimmy durch einen Kopfschuss getötet, das Fahrzeug verunfallt. Passanten, die versuchen den verletzten Henry zu retten, werden von seinen Verfolgern rücksichtslos erschossen.
Henry gelingt es nach einer längeren fußläufigen Verfolgungsjagd sich in einen Bus zu flüchten. Hier erscheint plötzlich erneut Jimmy, der nun jedoch das Erscheinungsbild eines Obdachlosen hat. Er gibt Henry eine Adresse, an dieser solle er einen Mann namens Dimitry ermorden und aus seinem Brustkorb eine Brennstoffzelle entnehmen um sein eigenes Leben durch diese Energiequelle zu retten.
Nur wenige Augenblicke später trifft ein weiterer Scherge Akans ein, der mit einem Flammenwerfer den Bus in Brand setzt, wobei auch Jimmy in Flammen aufgeht. Während sein Körper zerfällt, ruft er Henry fröhlich zu, er „werde sich melden“. Nachdem Henry den Angreifer töten kann, sucht er die von Jimmy angegebene Adresse auf. Dort trifft er Dimitry, welcher jedoch von einem Scharfschützen liquidiert wird. Diese Gelegenheit nutzt Henry, um seinen Brustkorb mit bloßen Händen aufzureißen und die Brennstoffzelle zu entnehmen.
Auf seiner Flucht wird Henry erneut von Jimmy angerufen, der ihn zu einem Bordell beordert. Hier trifft Henry ihn beim Verkehr mit mehreren Prostituierten. Da Jimmy händeweise Kokain konsumiert hat, ist er zu aufgeregt um Henry die Brennstoffzelle zu wechseln. Plötzlich erscheint jedoch ein zweiter, ausgeglichener Jimmy, der den Wechsel durchführt. Henry bleibt jedoch keine Zeit sich zu erholen, da Akan und seine Schergen das Bordell stürmen. Akan ermordet dabei einen ängstlichen Freier genussvoll vor Henrys Augen und schleudert den Kokain-konsumierenden Jimmy gemeinsam mit Henry einen Lüftungsschacht herunter, wobei Jimmys Körper zertrümmert wird.
Von einer Vielzahl von Leichen umgeben, tritt jedoch sofort eine weitere Inkarnation Jimmys an Henry heran, die diesmal wie ein Hippie gekleidet ist und genüsslich Marihuana konsumiert. Nachdem er einen schwer verletzten Schergen Akans gefoltert hat, offenbart dieser, dass Estelle in einem Konvoi von Fahrzeugen transportiert wird. Gemeinsam mit zwei schwer bewaffneten Frauen jagen Henry und Jimmy dem Konvoi auf einem Motorradgespann nach. Nach der Vernichtung mehrerer Fahrzeuge, kann Henry den Truck entern, in dem Estelle gefangen gehalten wird. Nachdem er die anwesenden Wachen brutal erstochen hat, erscheint jedoch Akan persönlich und prügelt Henry mit einem Baseballschläger scheinbar zu Tode. Seine Schergen schleppen den leblosen Körper Henrys im Folgenden in einen Wald, wo sie ihn mit Erde zu überhäufen beginnen, nur um von Jimmy und einer seiner Begleiterinnen erschossen zu werden. Während diese Henry helfen wieder zu Kräften zu kommen, schlagen plötzlich Artilleriegranaten in dem Wald ein und zerfetzen Jimmy und seine Begleiterin.
Henry wird von einem Kampfpanzer beinahe überrollt, kann diesen jedoch entern und die Besatzung mit einer Machete zerstückeln. Danach wird er erneut von Jimmy angerufen, der ihn diesmal zu einem verlassenen Hotel lotst. Hier zeigt ihm Jimmy, diesmal als Scharfschütze in einem Ghillie-Anzug erscheinend, den Zugang zu einem geheimen Labor und offenbart sich dann vollständig:
Der eigentliche Jimmy ist ein querschnittsgelähmtes Genie, das von seinem Rollstuhl aus nach belieben verschiedene geklonte Inkarnationen fernsteuert. Einst arbeitete er für Akan und sollte ihm eine Armee loyaler Cyborgsoldaten züchten; als diese jedoch Akans Anforderungen nicht entsprachen, brach Akan Jimmy das Rückgrat, so dass dieser nur noch an grausame Rache zu denken vermag. Es stellt sich jedoch heraus, dass Henry unwissentlich ein Signal an Akan sandte und so die Position von Jimmys geheimem Labor enthüllt hat. Akan kündigt über einen Bildschirm hämisch lachend seine baldige Ankunft an.
Im Verlauf der folgenden Belagerung des Labors bietet Jimmy beinah alle seine Inkarnationen auf, die sich in einer brutalen Schlacht opfern, um den im Rollstuhl siechenden Körper ihres Meisters zu schützen, schließlich sprengt Jimmy sein Labor, um alle anwesenden Schergen Akans zu vernichten. Sodann reisen Henry, Jimmy und einer der Avatare Jimmys zum Hochhaus, in dem Akan residiert, um dieses ihrerseits anzugreifen.
Als sie die Eingangshalle stürmen, wird Jimmys Körper im Rollstuhl von einem Schrapnell im Hals getroffen, so dass er sich, obwohl alle in einem Aufzug fliehen konnten, endgültig von Henry verabschieden muss. Henry kämpft sich dann alleine in Akans Büro durch, wo dieser ihm offenbart, dass er eine ganze Armee von Cyborgsoldaten mit den heutigen Erlebnissen Henrys „gefüttert“ hat, so dass diese, alle der Überzeugung, die Liebe ihres Lebens retten zu müssen, nun mit übermenschlichem Hass jeden Ort Akans Wahl einäschern werden, sei es Paris oder das Weiße Haus.
Henry kann einen besonders großen Cyborgsoldaten, den Akan auf ihn hetzt, töten, und dessen Brennstoffzelle in die eigenen Brust einsetzen, was ihm einen besonderen Energieschub verleiht. Nachdem er sich im weiteren Verlauf der Handlung mehrere Adrenalinspritzen setzt, kann er in einem langen Kampf alle anderen Cyborgsoldaten äußerst brutal zerstückeln, erschießen, verbrennen oder anderweitig töten.
Akan schleudert Henry aber schließlich mit seinen telekinetischen Fähigkeiten zu Boden und offenbart ihm, dass Estelle seine, nicht Henrys, Frau ist und mit ihm gemeinsame Sache macht, um Henry zu täuschen und zum Lehrer der anderen Cyborgsoldaten werden zu lassen. Rasend vor Wut wickelt Henry sich Stacheldraht um die Fäuste und reißt Akans Hände in Stücke, um dann seinen ganzen Körper zu zerstückeln und mit Teilen seines Kopfes in den Hubschrauber zu springen, mit dem Estelle zu fliehen versucht. Als diese, voller Zorn und Trauer, auf Henry schießt, erhebt dieser seine metallische Hand, so dass die Kugeln an dieser abprallen und Estelle treffen, die aus dem Hubschrauber stürzt. Zunächst kann sie sich an einem Sims des Hubschraubers festhalten und scheinbar retten, Henry zermalmt ihre Hände jedoch mit einem Schott, so dass sie in den Tod stürzt, woraufhin der Film endet.

## Hintergrund
Regisseur Ilja Naischuller hatte bereits 2013 in seinem Musikvideo Bad Motherfucker seiner Band Biting Elbows eine vergleichbare Technik angewandt. Das Video entwickelte sich zu einem Viralhit mit über 20 Millionen Aufrufen und wurde unter anderem von Darren Aronofsky angepriesen.
Hardcore wurde erstmals auf dem Toronto International Film Festival 2015 aufgeführt, wo er den Midnight Madness Award gewann. In Deutschland wurde er erstmals am 2. April 2016 im Rahmen des Fantasy Filmfests gezeigt.

### Soundtrack
Der Soundtrack sowie der Original Motion Picture Score sind am 8. April 2016 bei Sony Masterworks erschienen. Der Score stammt von Darya „Dasha“ Charusha.
1. Queen – Don’t Stop Me Now (2011 Remaster)
2. The Stranglers – Let Me Down Easy
3. The Temptations – My Girl
4. The Drums – Down By the Water
5. Cocaine Jimmy – This is F***kin’ War, Baby Interlude [Explicit]
6. The Sonics – Strychnine
7. Dasha Charusha – 16
8. Biting Elbows – My Woman
9. Akan – 100,000 Baseball Bats Interlude
10. Devendra Banhart – Für Hildegard von Bingen
11. Sharlto Copley – Under My Skin
12. Biting Elbows – Dustbus
13. Alyans – Na Zare
14. Colonel Jimmy – It’s Bloody Nice Having a Friend Interlude
15. Peter Wolf Crier – Hard as Nails
16. Macro/Micro – Caustic
17. Devendra Banhart – Won’t You Come Over
18. Henry’s Father – You Little Pussy Interlude
19. Biting Elbows – For the Kill

## Kritik
Der Film stieß bei Kritikern auf gemischte Bewertungen. So hält er auf Rotten Tomatoes eine Bewertung von 51 % bei einer Durchschnittsbewertung von 5,4/10 und 138 abgegebenen Kritiken. Christoph Petersen von filmstarts.de urteilte, dass Hardcore seinem Titel alle Ehre mache und sich als ultimativer Partykracher präsentiert. Er vergab 4 von 5 Sternen.
Der Filmdienst urteilt: „Action-Marathon im Ego-Shooter-Stil, in dem allein Bewegung, Tempo und Sensationen zählen. Die schaukelnde Kamera, der treibend-laute Soundtrack und die rasante Montage führen allzu rasch zu Ermüdungserscheinungen.“